# Ансгард Бургундска
Ансгард Бургундска (на френски: Ansgarde de Bourgogne, Ansgard, Ansgardis; * 826, † 880) е първата съпруга на западнофранкския крал Луи II Заекващия от род Каролинги. Тя е кралица Аквитания (867 – 879) и на Западнофранкското кралство (877 – 878).

## Биография
Дъщеря е на Хардуин от Бургундия и на Виземберга. На 36 години тя се омъжва през 862 г. тайно за едва 16-годишния по-късен западнофранкски крал Луи II. Женитбата се състои против волята на баща му император Карл II Плешиви, който иска да ожени сина си с роднината му Аделаида от Фриули. Император Карл II анулира този брак чрез папата и го жени през февруари 878 г. за Аделаида. Луи II умира след една година. Ансгард прави опит чрез архиепископа на Реймс да обяви развода си за невалиден, за да могат нейните синове да последват баща им на трона. Аделаида ражда обаче след смъртта на Луи II един син.
Ансгард и нейните синове започват дългогодишен тежък процес против Аделаида, която е обвинена в брачна изневяра. Синовете на Ансгард, Луи III и Карломан II, стават крале, но умират след кратко управление без наследници. Аделаида е обявена за невинна, нейният син е легитимиран и коронован като Карл III (упр. 898 – 922).
Какво става с Ансгард не е известно. Tочната дата на нейната смърт и мястото, където е погребана, са неизвестни.

## Деца
Ансгард и Луи II имат пет деца:
- Луи III (863 – 883), крал
- Гизела или Жизел (869 – 879), ∞ Роберт граф на Троа
- Карломан II (867 – 884), крал
- Хилдегард
- Ирментруд или Ерментруд (875 – 890)